# 雷·查普曼
雷蒙·強森·查普曼（英語：Raymond Johnson Chapman，1891年1月15日—1920年8月17日），為美國職棒大聯盟的游擊手。9年生涯皆效力於印地安人隊。
查普曼在一場對決洋基隊的比賽中被洋基投手卡爾·梅斯的觸身球擊中頭部，於12小時後搶救無效死亡。他的死亡也讓大聯盟新增一項規則：當球變髒時主審需進行更換。1920年後，口水球也被聯盟規定禁止使用。查普曼的死亡也讓大家開始強調打擊頭盔的使用（雖然打擊頭盔在事件發生後30年才開始使用）。

## 球員生涯
查普曼生於比弗丹，於1912年加入克里夫蘭納普隊。
1918年，查普曼的得分和保送皆是美聯第一。查普曼是一名專業的短打型球員，1917年，他單季67次犧牲觸擊安打為大聯盟紀錄。右打者中，只有Stuffy McInnis的生涯犧牲短打數比查普曼還多。查普曼防守能力很出色，打擊也很不錯。他有3次單季打擊率超過3成，還有4次成為印地安人隊上的盜壘王。1917年，他設下單季52盜紀錄，這紀錄一直到1980年才被打破。他也是少數幾個跟泰·柯布相處不錯的球員。

## 意外身亡

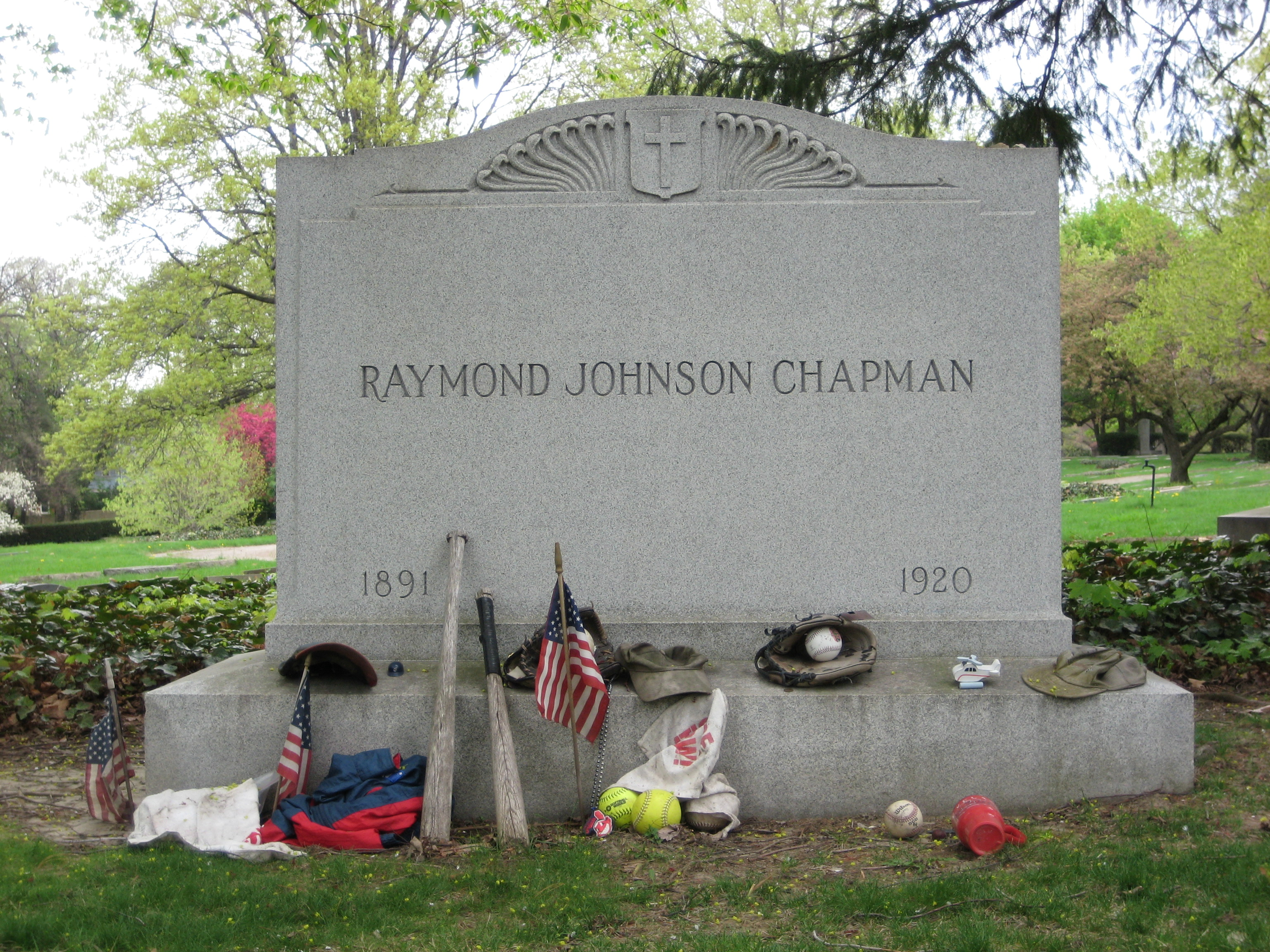
查普曼的紀念墓碑

在當時，投手用口水球是很常見的事情，因此打者站上打擊區是很難看清楚球路的。而這項原因似乎也導致了意外的發生。
1920年8月16日，印地安人在客場面對洋基隊。洋基派出下勾式投球的投手卡爾·梅斯先發。由於當時天色不夠明亮，因此打者很難看清球的軌跡。5局上半，查普曼站上打擊區，梅斯投了一顆往打者臉部飛去的快速球。查普曼被擊中頭部當場倒地不起，梅斯聽到球打在臉上的聲音還以為是打到了棒子，甚至將球傳向一壘要做封殺的動作。
當時的洋基一壘手華利·皮普接到球的瞬間覺得有異狀，因為查普曼完全沒有往前跑，而是直接倒下。裁判緊急呼叫醫生處理，查普曼在中途一度站起來走向一壘，但最終還是在一壘倒下。最後查普曼提前離場前往醫院治療，並由Harry Lunte來接替他跑壘。這場比賽最終印地安人4比3贏球。12個小時後，查普曼在8月17日4點30分宣告不治，享年僅29歲。
在查普曼的喪禮這一天有許多人參加，包含印地安人的所有球員。而為了紀念查普曼，全部球員都戴上了黑色臂章，而總教練特里斯·史畢克也帶領印地安人隊拿下了1920年的世界大賽冠軍。他的守備位置由菜鳥喬·休威爾取代。
查普曼最後被葬在克里夫蘭的Lake View Cemetery。

## 紀念

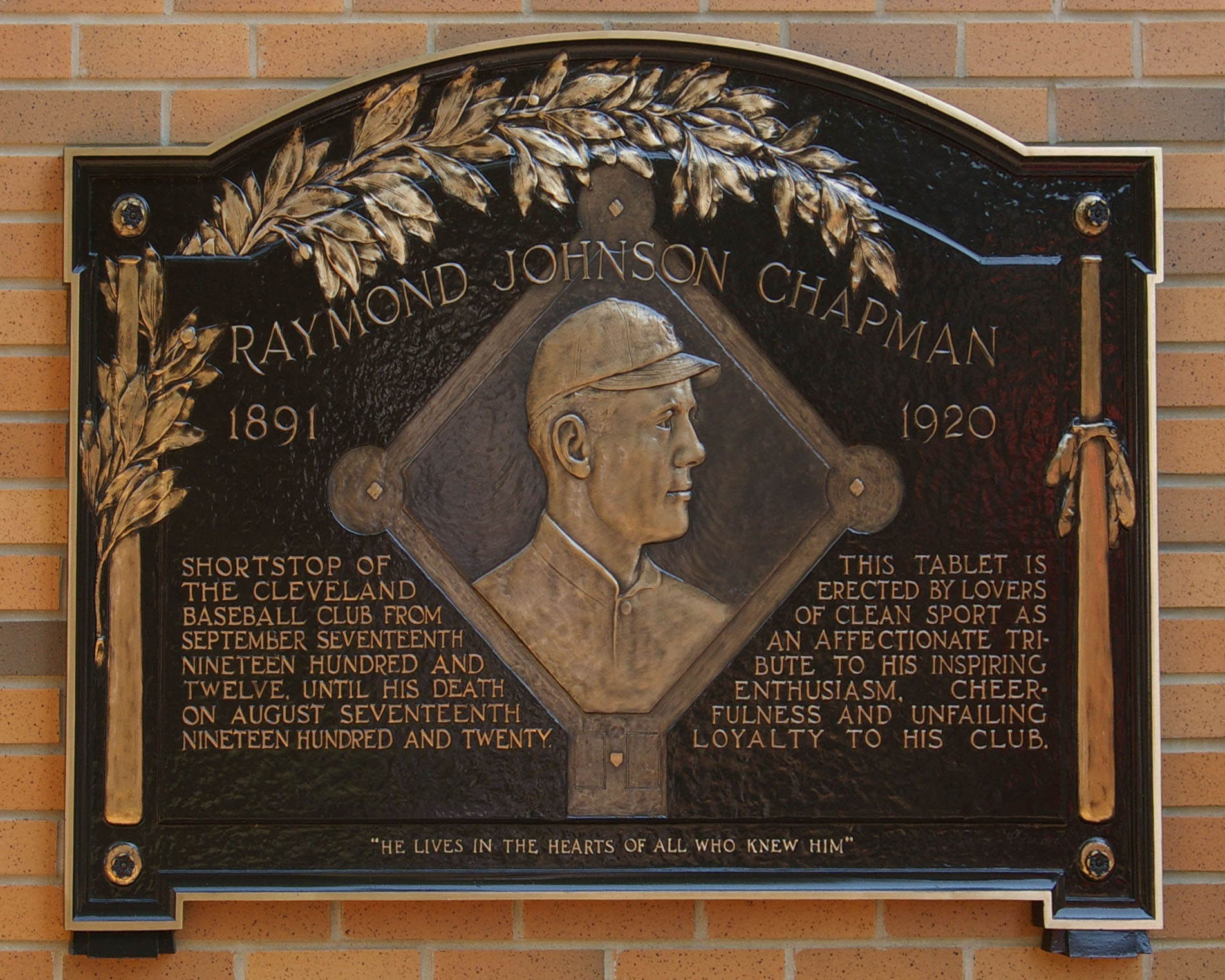
放置在進步球場的查普曼紀念匾額

查普曼過世後不久，許多球迷捐款建造一塊銅色的紀念匾額。放在印地安人的主場，並跟著主場搬遷一起移動。
2007年2月，一些工人們在進步球場的儲藏室發現了這塊匾額，上面的銅已經氧化。不過大家又再度把它磨亮並放置在進步球場。並好好的保存著。

## 外部連結
- 球員資訊和成績在MLB ，ESPN ，Retrosheet ，Baseball Reference ，Baseball Reference (Minors) ，Fangraphs ，The Baseball Cube （英文）